# Ellsworth (Iowa)
Ellsworth és una població dels Estats Units a l'estat d'Iowa. Segons el cens del 2000 tenia 531 habitants.

## Demografia
Segons el cens del 2000, Ellsworth tenia 531 habitants, 204 habitatges, i 138 famílies. La densitat de població era de 227,8 habitants/km².
Dels 204 habitatges en un 34,8% hi vivien nens de menys de 18 anys, en un 54,4% hi vivien parelles casades, en un 11,8% dones solteres, i en un 31,9% no eren unitats familiars. En el 27% dels habitatges hi vivien persones soles el 15,7% de les quals corresponia a persones de 65 anys o més que vivien soles. El nombre mitjà de persones vivint en cada habitatge era de 2,6 i el nombre mitjà de persones que vivien en cada família era de 3,17.
Per edats la població es repartia de la següent manera: un 29,4% tenia menys de 18 anys, un 10,5% entre 18 i 24, un 29,4% entre 25 i 44, un 15,4% de 45 a 60 i un 15,3% 65 anys o més.
L'edat mediana era de 32 anys. Per cada 100 dones de 18 o més anys hi havia 89,4 homes.
La renda mediana per habitatge era de 30.893 $ i la renda mediana per família de 36.250 $. Els homes tenien una renda mediana de 28.365 $ mentre que les dones 21.250 $. La renda per capita de la població era de 15.299 $. Entorn del 8,3% de les famílies i l'11,2% de la població estaven per davall del llindar de pobresa.

## Poblacions més properes
El següent diagrama mostra les poblacions més properes.